# La Lucila
La Lucila es una localidad argentina del partido de Vicente López, en la zona norte del Gran Buenos Aires, provincia de Buenos Aires. Limita con la localidad de Olivos al oeste y sur, Martínez al norte y el Río de la Plata al este.
La Lucila tiene una superficie de 1,84 km² y una población de 12.222 habitantes, lo que lo convierte en la localidad menos poblada de Vicente López. Administrativamente, el partido de Vicente López fue declarado ciudad en 1939, por lo que La Lucila constituye a los fines catastrales un barrio. Según la ordenanza n° 36198 de octubre de 2018, se establece como fecha aniversario del barrio de La Lucila el día 10 de noviembre.

## Geografía

### Ubicación

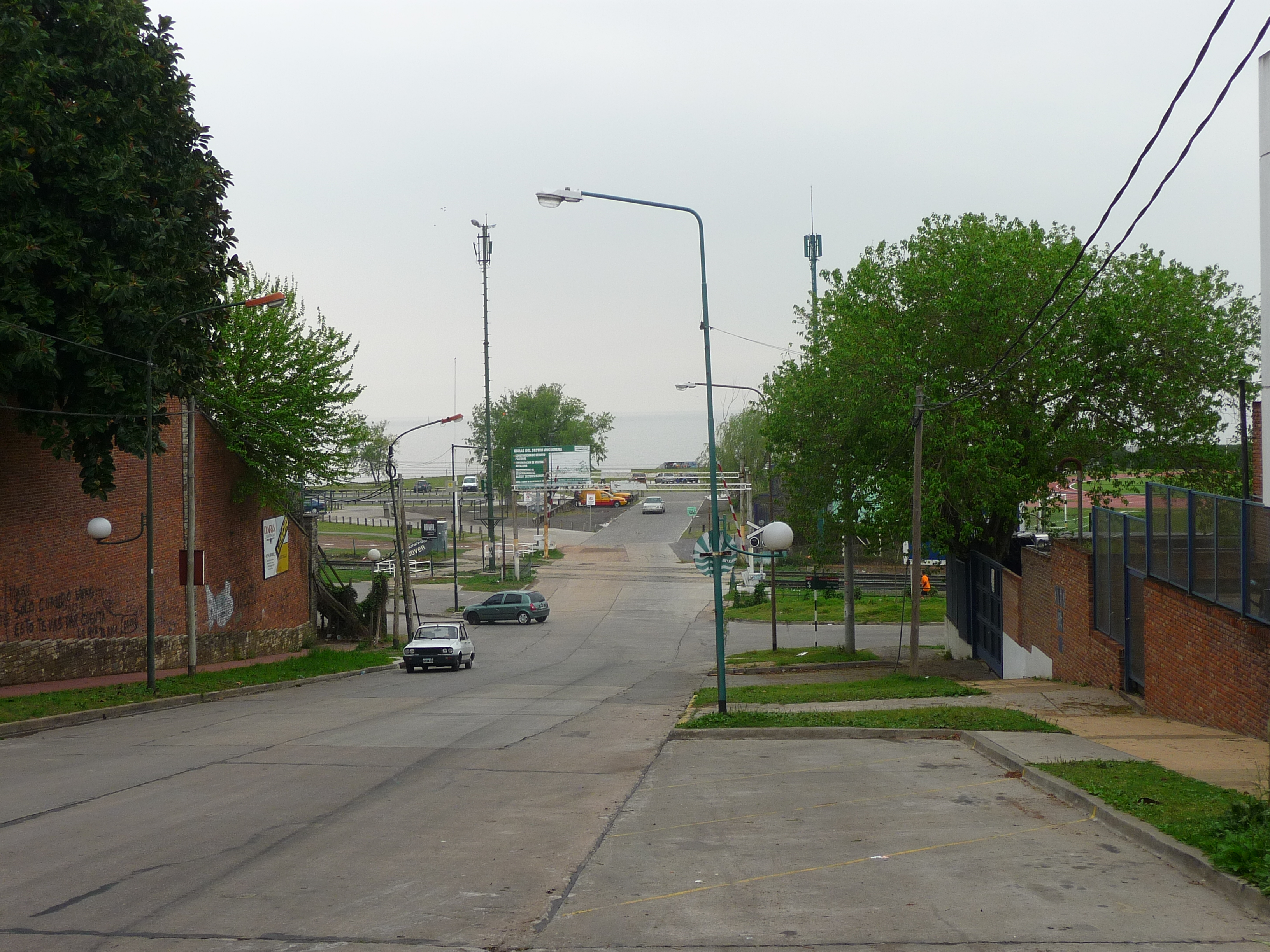
Avenida Paraná a pocos metros del Río de la Plata, en el límite con el partido de San Isidro.

La Lucila limita con la localidad de Martínez al norte (calle Paraná, también es el límite del partido), el barrio de Olivos al oeste (Avenida Maipú) y al sur (Calle Roma), y con el Río de la Plata al este.
La Lucila se encuentra a 12 km al norte de la Ciudad de Buenos Aires. Ocupa una superficie de 1,6 km² (160 hectáreas). En el año 2001 contaba con una población de 12,222 habitantes (Indec, 2001); esta cifra la ubicaba como el 8.º barrio del partido, con un 4,5 % de la población del mismo. En 1991 se habían registrado 13 528 personas, lo que indica un descenso en la población de casi el 10 %.

### Sismicidad
La región responde a la «subfalla del río Paraná», y a la «subfalla del río de la Plata», con sismicidad baja; y su última expresión se produjo el 5 de junio de 1888 (137 años) de silencio sísmico), a las 3.20 UTC-3, con una magnitud probable, de 5,0 en la escala de Richter (terremoto del Río de la Plata de 1888).
La Defensa Civil municipal debe advertir sobre escuchar y obedecer acerca de 
Área de
- Tormentas severas periódicas
- Baja sismicidad, con silencio sísmico de 137 años

## Historia
Durante la primera invasión inglesa, para proteger la costa se emplazó una batería militar en la Punta de los Olivos, en las actuales tierras de La Lucila.
En 1807 Santiago de Liniers dejó el batallón en manos del capitán Juan Azopardo.
En 1822 el ayudante mayor Ramón Magallanes habría dejado la carrera militar para convertirse en chacarero. Sus tierras ocuparon parte de Vicente López y de La Lucila.
A comienzos del siglo XX se iniciaron grandes loteos y remates de tierras. Entre Avenida Libertador y las vías del Ferrocarril Mitre se construyeron las primeras residencias de familias de la aristocracia porteña que eligieron a La Lucila como lugar de descanso en las afueras de Buenos Aires.
Una de las primeras residencias fue la lujosa mansión llamada «La Lucila», propiedad del teniente coronel Alfredo F. de Urquiza. Comenzó a construirse en 1912 y fue inaugurada en 1915, la denomina La Lucila en honor a su esposa Lucila Marcelina Anchorena de Urquiza, quien murió dos años más tarde.
La residencia fue muy famosa y pronto los vecinos comenzaron a llamar a la zona La Lucila.
En la década del 1920 los loteos se multiplicaron y nuevas familias se instalaron en el lugar.
En 1931 se inauguró la primera línea de colectivos y dos años más tarde el 10 de noviembre de 1933 se construyó la estación en tierras donadas por Alfredo F. de Urquiza.
Después de la crisis de los años 1930 los gastos de mantenimiento de la residencia La Lucila resultaron excesivos, sus herederos no lograron un acuerdo para mantenerla,  por lo que en 1939 decidieron demolerla; finalmente en 1943 remataron sus terrenos. Sobrevivió únicamente el mirador, siendo el rincón más antiguo del barrio.
El 1 de marzo de 1934 un grupo de vecinos fundó la Sociedad de Fomento de La Lucila, el 28 de febrero de 1943 se instalaron en Tucumán 3339, donde funciona en la actualidad.
Recién en 1980, se aprobó la ordenanza que le otorga categoría de barrio.
En 1981 se origina la cableoperadora Cablevisión.
El 29 de diciembre de 2000 fue inaugurada la Reserva Ecológica, ubicada en Avenida Paraná y el Río de la Plata (a la altura de Avenida del Libertador al 4000), cuenta con 3,5 ha y en ella se encuentra flora autóctona y especies animales variadas.

## Medios de comunicación locales
Hay muchos medios de información que cubren el distrito y sus barrios, entre ellos, Para Todos, Infobán y El Comercio On Line.